# 2007無綫節目巡禮
《2007無綫節目巡禮》（TVB Sales Presentation 2007）是香港電視廣播有限公司向廣告客戶公佈該公司預計於2007年所播出的劇集和節目之推廣活動，該活動於2006年11月10日在將軍澳電視廣播城舉行，並輯錄成《無綫人氣節目2007》。節目內容是公佈2007年首播的劇集和綜藝、資訊文教節目，於2006年11月19日香港時間晚上11時至11時45分於無綫電視翡翠台播出，由周家蔚與陳茵媺主持，賴偉棠監製。

## 劇集
| 劇集                            | 拍攝進度 （截至2012年1月） | 巡禮片演員                                                                             | 備註                                   |
| 《溏心風暴》                    | 播映完畢                   | （詳見條目）                                                                           |                                        |
| 《學警出更》                    | 播映完畢                   | （詳見條目）                                                                           |                                        |
| 《天機算》                      | 播映完畢                   | （詳見條目）                                                                           |                                        |
| 《突圍行動》                    | 播映完畢                   | （詳見條目）                                                                           | 2006無綫巡禮節目                       |
| 《歲月風雲》                    | 播映完畢                   | （詳見條目）                                                                           | 2006無綫巡禮節目                       |
| 《最美麗的第七天》              | 播映完畢（2008年）         | （詳見條目）                                                                           |                                        |
| 《搜神傳》                      | 播映完畢（2008年）         | （詳見條目）                                                                           |                                        |
| 《珠光寶氣》                    | 播映完畢（2008年）         | （詳見條目）                                                                           | 2006無綫巡禮節目／改為2008無綫巡禮節目 |
| 《真心英雄》(後更名為《ID精英》 | 播映完畢（2009年）         | 林保怡、佘詩曼、滕麗名、林嘉華、胡定欣、黎諾懿、高鈞賢、黃長興、麥長青、李天翔、葉翠翠 | 劇集演員陣容完全不同                   |
| 《玉面玲瓏》                    | 終止製作                   | 蔡少芬、馬德鐘、杨思琦、廖碧兒、陳芷菁、朱慧敏、李亞男                                 |                                        |
| 《金剛鐵馬》                    | 終止製作                   | 鄭少秋、黎 姿、關禮傑、黃德斌、鍾景輝                                                  |                                        |

## 綜藝、資訊文教節目
| 節目名稱                                      | 製作進度 | 主持                                   |
| --------------------------------------------- | -------- | -------------------------------------- |
| 《向世界出發》(第二輯)                        | 播映完畢 | （詳見條目）                           |
| 《友緣相聚》                                  | 播映完畢 | 沈殿霞                                 |
| 《萬千星輝頒獎典禮2007》                      | 播映完畢 | （詳見條目）                           |
| 全新一輯《獎門人》 (改名為《鐵甲無敵獎門人》) | 播映完畢 | （詳見條目）                           |
| 全新一輯《運財至叻星》 (改名為《奧運玩得叻》) | 播映完畢 | 陳百祥                                 |
| 《萬千星輝賀台慶》(40週年)                    | 播映完畢 | （詳見條目）                           |
| 《美女班房》                                  | 終止製作 | 蘇玉華、胡定欣、陸詩韻、姚嘉妮、朱慧敏 |

## TVB HD 走在最前
- 高清廣播技術宣傳片段
- 演出藝員:鄭嘉穎、廖碧兒、陳豪、郭羨妮